# Cascina Burrona
Cascina Burrona – stacja metra w Mediolanie, na linii M2. Znajduje się w miejscowości Vimodrone i zlokalizowana jest pomiędzy stacjami Cernusco sul Naviglio, a Vimodrone. Została otwarta w 1972.